# قطعنامه ۱۵۹۳ شورای امنیت
قطعنامه ۱۵۹۳ شورای امنیت سازمان ملل متحد که در تاریخ ۳۱ مارس ۲۰۰۵ تصویب شد، سندی بین‌المللی دربارهٔ بررسی وضعیت مرتبط با سودان است. این قطعنامه طی نشست ۵۱۵۸ام با ۱۱ رای موافق، ۰ مخالف و ۴ ممتنع تصویب شد.